# リサンドロ・ロペス
リサンドロ・ロペス（Lisandro López, 1983年3月2日 - ）は、アルゼンチン・ブエノスアイレス出身の元サッカー選手。現役時代のポジションはFW。

## クラブ経歴

### ラシン・クラブ
アルゼンチン・プリメーラ・ディビシオン（1部）のラシン・クラブからデビューし、2004アペルトゥーラでリーグ得点王に輝いた。ラシン・クラブでは70試合に出場して26得点を挙げた。

### FCポルト
2006年夏、ポルトガルのFCポルトに移籍した。ポルトはラシン・クラブに移籍金235万ユーロを支払い、権利の50%はグローバル・サッカー・エージェンシー社が保有し続けた。1年目からレギュラーをつかみ、2006-07シーズンはリーグ戦26試合に出場して7得点したほか、UEFAチャンピオンズリーグのレンジャーズFC戦など重要な試合で得点した。チームのキープレーヤーとなったことで2007年夏には背番号9を与えられ、2007-08シーズンもUEFAチャンピオンズリーグのハンブルガーSV戦（ホーム）で2得点するなど活躍し、リーグ戦では3連覇を果たすとともに27試合に出場して24得点を挙げてスーペル・リーガ得点王とリーグ最優秀選手を受賞した。2008年冬にはロシア・プレミアリーグのゼニト・サンクトペテルブルクからのオファーを拒否し、FCポルトは残りの50%の保有権をグローバル・サッカー・エージェンシー社から442万9000ユーロで買い取った。得点感覚は衰えず、2008-09シーズンのUEFAチャンピオンズリーグでは6得点を挙げ、FCバルセロナのFWリオネル・メッシ、リヴァプールFCのMFスティーヴン・ジェラード、バイエルン・ミュンヘンのFWミロスラフ・クローゼに次ぐ得点ランキング4位に位置した。リーグ戦での得点数は激減したが、UEFAチャンピオンズリーグではベスト8入りに貢献した。3シーズン在籍したFCポルトではリーグ戦106試合に出場して49得点を挙げた。

### オリンピック・リヨン
2009年7月7日、スペインのレアル・マドリードに移籍したカリム・ベンゼマの後継者を探していたフランスのオリンピック・リヨンに移籍した。移籍金は2400万ユーロで、成績次第で400万ユーロが加算されるオプションが付いた。8月8日、2009-10シーズン開幕戦のル・マンUC戦（アウェー）でデビューし、90分に直接フリーキックを決めて移籍後初得点を挙げ、試合を2-2の引き分けに持ち込んだ。UEFAチャンピオンズリーググループリーグ出場プレーオフのRSCアンデルレヒト戦1stレグではPKで得点し、アウェーでの2ndレグでは前半だけでハットトリックを達成した。11月4日、UEFAチャンピオンズリーグのリヴァプール戦で同点弾を挙げ、決勝トーナメント進出を決定づけた。その1週間後の2009年11月11日にホームで行われたマルセイユとの一戦で2得点を挙げた（試合は5-5というスコアで引き分け）。シーズン開幕から21試合に出場して11得点を挙げ、中盤戦までは1試合平均得点率0.5以上をキープした。2010年3月30日、ホームで行われたUEFAチャンピオンズリーグ準々決勝1stレグのFCジロンダン・ボルドー戦で2得点を挙げて勝利に貢献し、ベスト4進出の立役者となった。同大会ではプレーオフを含めて12試合に出場して7得点であったが、リーグ戦では3位タイの14得点を挙げ、LOSCリールのエデン・アザールやボルドーのマルアン・シャマフを抑えてリーグ最優秀選手に選ばれた。

### オリンピック・リヨン退団後
2013年8月、アル・ガラファへ移籍。2015年2月20日にはSCインテルナシオナルに加入した。
2016年にユース時代を過ごした古巣のラシン・クラブへ11年ぶりに復帰した。

## 代表経歴
2005年、ホセ・ペケルマン監督によってアルゼンチン代表に初招集され、3月10日のメキシコとの親善試合（1-1）でデビューした。ポルトで好調なプレーを見せたため、その3年後にアルフィオ・バシーレ監督によってエジプト・メキシコ・アメリカ・ベラルーシとの親善試合で再び招集された。2009年8月12日、モスクワのロコモティフ・スタジアムで行われたロシアとの親善試合（3-2）で代表初得点を挙げた。8月21日には2010 FIFAワールドカップ・南米予選のブラジル戦とパラグアイ戦のためにディエゴ・マラドーナ監督に招集された。

## 個人成績

### クラブでの出場記録
| クラブ               | シーズン | リーグ           | 背番号 | 国内リーグ | 国内リーグ | 国内カップ | 国内カップ | 欧州カップ | 欧州カップ | 合計 | 合計 |
| クラブ               | シーズン | リーグ           | 背番号 | 試合       | 得点       | 試合       | 得点       | 試合       | 得点       | 試合 | 得点 |
| -------------------- | -------- | ---------------- | ------ | ---------- | ---------- | ---------- | ---------- | ---------- | ---------- | ---- | ---- |
| ラシン・クラブ       | 2002–03  | プリメーラ       | -      | 2          | 0          | -          | -          | -          | -          | 2    | 0    |
| ラシン・クラブ       | 2003–04  | プリメーラ       | -      | 30         | 8          | -          | -          | -          | -          | 30   | 8    |
| ラシン・クラブ       | 2004–05  | プリメーラ       | -      | 36         | 18         | -          | -          | -          | -          | 36   | 18   |
| ラシン・クラブ       | 合計     |                  |        | 68         | 26         | -          | -          | -          | -          | 68   | 26   |
| FCポルト             | 2005–06  | スーペル・リーガ | 11     | 26         | 7          | 1          | 0          | 2          | 1          | 29   | 8    |
| FCポルト             | 2006–07  | スーペル・リーガ | 9      | 25         | 8          | 0          | 0          | 8          | 3          | 33   | 11   |
| FCポルト             | 2007–08  | スーペル・リーガ | 9      | 27         | 24         | 4          | 0          | 8          | 3          | 39   | 27   |
| FCポルト             | 2008–09  | スーペル・リーガ | 9      | 28         | 10         | 4          | 1          | 10         | 6          | 42   | 17   |
| FCポルト             | 合計     |                  |        | 106        | 49         | 9          | 1          | 28         | 13         | 143  | 63   |
| オリンピック・リヨン | 2009–10  | リーグ・アン     | 9      | 33         | 15         | 2          | 0          | 12         | 7          | 47   | 22   |
| オリンピック・リヨン | 2010–11  | リーグ・アン     | 9      | 27         | 17         | 3          | 0          | 5          | 2          | 35   | 19   |
| オリンピック・リヨン | 合計     |                  |        | 60         | 32         | 5          | 0          | 17         | 9          | 82   | 41   |
| 合計                 | 合計     | 合計             | 合計   | 234        | 107        | 14         | 1          | 45         | 22         | 293  | 130  |

### 代表での得点
| # | 日時          | 場所     | 相手   | スコア | 結果 | 大会     |
| - | ------------- | -------- | ------ | ------ | ---- | -------- |
| 1 | 2009年8月12日 | モスクワ | ロシア | 2-1    | 3-2  | 親善試合 |

## タイトル

### クラブ
FCポルト
- スーペル・リーガ: 4 (2005-2006, 2006-2007, 2007-2008, 2008-2009)
- タッサ・デ・ポルトガル: 2 (2006, 2009)
- スーペルタッサ・カンディド・デ・オリベイラ: 1 (2006)

オリンピック・リヨン
- クープ・ドゥ・フランス:  1 (2011-12)

SCインテルナシオナル
- カンピオナート・ガウショ:  1 (2015)

ラシン・クラブ
- プリメーラ・ディビシオン:  1 (2018-19)

### 個人
- アルゼンチン・プリメーラ・ディビシオン得点王: 1 (2004アペルトゥーラ)
- スーペル・リーガ得点王: 1 (2007-2008)
- スーペル・リーガ年間最優秀選手: 1 (2008)
- リーグ・アン年間最優秀選手: 1 (2009-2010)